# Gene Snyder
Marion Eugene "Gene" Snyder, född 26 januari 1928 i Louisville i Kentucky, död 16 februari 2007 i Naples i Florida, var en amerikansk politiker (republikan). Han var ledamot av USA:s representanthus 1963–1965 och 1967–1987.
Snyder efterträdde 1963 Frank W. Burke som kongressledamot och efterträddes 1965 av Charles Farnsley. År 1967 tillträdde han på nytt som kongressledamot och efterträddes 1987 av Jim Bunning.